# کولونگه لیپسک
کولونگه لیپسک (به لهستانی:  Kolonie Lipsk) یک روستا در لهستان است که در گمینا لیپسک واقع شده‌است.